# Société archéologique et historique du Limousin
La Société archéologique et historique du Limousin (SAHL) est une société savante fondée à Limoges en 1845.

## Histoire
La Société a pour objet l’étude, la conservation et l’enrichissement du patrimoine archéologique et historique du Limousin. Les séances de travail ont lieu le dernier mardi de chaque mois.
Elle est fondée le 26 décembre 1845 par Edmé Tiburce Morisot, préfet de la Haute-Vienne, en prenant exemple sur la Société des antiquaires de Normandie, qui la charge d’organiser un musée d’archéologie locale et régionale. En 1852, toujours à la demande du Préfet, elle prend en charge l’organisation du Musée de céramique. Elle est donc à l’origine des collections qui constituent à Limoges le Musée national de la porcelaine Adrien-Dubouché et le musée des Beaux-Arts de Limoges, Palais de L'Evêché (musée de l'émail) de Limoges. Elle a pour objectif de compenser l'absence de l'étude de l'histoire et de l'archéologie dans le Limousin par les membres des sociétés savantes qui avaient été créées dans la province, la « Société royale d'agriculture de Limoges », fondée en 1759, remplacée en 1801 par la « Société d'agriculture, des sciences et des arts du département de la Haute-Vienne ».
Dans cette « région très tôt solidement acquise à la république et à la Gauche », cette Société de notables érudits, parmi lesquels on compte nombre d’ecclésiastiques, est depuis sa fondation et tout au long du XIXe siècle d’obédience catholique et conservatrice, parfois même royaliste, comme Louis Guibert, un de ses membres les plus influents jusqu’à sa mort en 1904.
On ne saurait évoquer cette époque sans souligner le rôle joué par Alfred Leroux, archiviste de la Haute-Vienne de 1878 à 1908 et Secrétaire général de la SAHL de 1904 à 1908, qui, outre une grande force de travail, apporta à la Société la rigueur méthodique qui lui manquait, non sans créer de vives tensions autant par son franc parler que par ses idées républicaines.
Le 14 novembre 1877, la SAHL est reconnue d’utilité publique par décret du Président de la République.
Ses différents présidents ont été :
1. François Alluaud (ancien maire de Limoges, 1845-1864)
2. Bonnin (inspecteur d’Académie, 1865-1866)
3. Othon Péconnet (maire de Limoges, 1866-1867)
4. Léon-Valéry Jupilé-Larombière (président de Chambre à la Cour d’appel, puis membre de l’Académie des Sciences morales et politiques, 1867-1869)
5. Jean-Baptiste Dubédat (conseiller à la Cour, 1869-1874)
6. François Arbellot (1875-1900)
7. René Fage (avocat à la Cour, 1901-1904)
8. Henri Fournié (médecin principal de l’armée, 1904-1907)
9. Camille Jouhanneaud (avoué, 1908-1919)
10. André Demartial (directeur d’assurances, 1920-1934)
11. Franck Delage (professeur honoraire, agrégé de lettres, 1935-1947)
12. Ernest Vincent (inspecteur principal honoraire des contributions indirectes,1948-1950)
13. Léon Martignon (chef d’escadron retraité, 1951-1953)
14. Marie-Madeleine Gauthier (conservatrice de la bibliothèque municipale de Limoges, puis directeur de recherche au CNRS, 1954-1963)
15. Jacques Decanter (directeur des services d’Archives de la Haute-Vienne, 1964-1995)
16. Pascal Texier (professeur à la Faculté de Droit et des Sciences économiques, 1996-2022)
17. Stéphane Lafaye (professeur d'histoire, 2022)

Sa bibliothèque est déposée aux Archives départementales de la Haute-Vienne, qui abritent la Société (1, allée Alfred Leroux - Limoges).
En 1998, la SAHL et la Ville de Limoges lancent une souscription afin d'acquérir la châsse de saint Martial et sainte Valérie, qui se trouvait autrefois dans la collection de l’abbé Texier, un des membres fondateurs de la Société (cf. note 2).

## Publications
Depuis 1846, la SAHL publie les travaux de ses membres par l’intermédiaire d’un Bulletin de la Société archéologique et historique du Limousin annuel, diffusé auprès des sociétaires et des grandes institutions culturelles de France et de l’étranger. Sa forme évolue en 2013 avec le passage à la couleur, particulièrement bien venue pour l’archéologie et surtout l’histoire de l’art.
La SAHL a aidé la publication des 4 tomes du « Nobiliaire du diocèse et de la généralité de Limoges » de l'abbé Joseph Nadaud.

## Congrès
En 1996 et en 2005, la SAHL organise le congrès de la Fédération des Sociétés savantes du centre de la France.
En 2014, la SAHL a organisé le congrès de la Société française d’Archéologie, événement qui n’avait pas eu lieu depuis 1921.